# Після опівночі (фільм, 1991)
Після опівночі (англ. Past Midnight) — американський трилер 1991 року.

## Сюжет
Бен Джордан виходить з в'язниці, де він відбував термін за вбивство дружини. Реабілітацією Джордана і його працевлаштуванням займається співробітниця соціальної служби Лаура Метьюз. Коли вона більше дізнається про колишнє життя Бена, у неї зароджуються сумніви в справедливості винесеного вироку. Лаура вирішує провести власне розслідування давно закритої справи. Вона закохується в Бена, незважаючи на попередження її друзів, що він дуже небезпечний.

## У ролях
| Актор            | Роль                  |
| ---------------- | --------------------- |
| Рутгер Гауер     | Бен Джордан           |
| Наташа Річардсон | Лаура Метьюз          |
| Кленсі Браун     | Стів Ланді            |
| Кібібі Моні      | Дороті Колман         |
| Том Райт         | Лі Семюелс            |
| Дана Ескелсон    | Кеті Тудор            |
| Тед Д'Армс       | Білл Тудор            |
| Пол Джаматті     | Ларрі Каніп           |
| Гай Бойд         | Тодд Каніп            |
| Чарльз Босвелл   | Карлтон Деніелс       |
| Брайан Фінні     | кур'єр                |
| Крішна Фейрчайлд | доктор Засторіл       |
| Ерні Лайвлі      | детектив Аллан Тобіас |
| Сара Магнусон    | Джеррі Греймарк       |